# Verzetsbeweging
Een verzetsbeweging, weerstandsbeweging of bevrijdingsorganisatie is een organisatie of groep personen die zich toelegt op het plegen van verzet tegen een bezetter of onderdrukker. Verzet kan zich richten tegen een buitenlandse bezetter, een binnenlandse dictatuur of de overheersing door een bepaalde minderheid.
De tactiek van een verzetsbeweging kan variëren van passief verzet, sabotage, of zelfs aanslagen of liquidaties van personen. Het kan moeilijk zijn een grens te trekken tussen verzet en terrorisme, wat de een legitiem verzet noemt zal een ander als terreur beschouwen. Sommige verzetsbewegingen opereren als guerrillabeweging.
In de koloniale tijd leverden in tal van koloniën verzetsbewegingen strijd tegen de Europese overheersers. In de Tweede Wereldoorlog hadden vele landen in Europa verzetsbewegingen die de Duitse bezetters bevochten. Er was ook in nazi-Duitsland zelf een anti-nazibeweging. In Engeland waren voorbereidingen gaande om een beweging op te zetten die verzet zou plegen tegen een eventuele Duitse bezetting.

## Verzetsbewegingen voor 1939
- Vrijheidsstrijd van de Marrons in de 17e, 18e en 19e eeuw in Suriname
- Opstand van 1570 geleid door Gaspar Yanga in Veracruz, Mexico
- Vrijheidsstrijd Quilombo dos Palmares, Brazilië, onder aanvoering van Zumbi (1655-1695)
- Verzet van de Palenqueros in Colombia in de 17e eeuw onder aanvoering van Domingo Benkos Biohó en Bayano
- Eerste Onafhankelijkheidsoorlog (First Maroon War, 1720-1739) op Jamaica onder aanvoering van Cudjoe, Grandy Nanny e.a.
- Slavenopstand van Berbice onder aanvoering van Cuffy e.a. in 1763
- Amerikaanse Onafhankelijkheidsoorlog (1775-1783) tegen Groot-Brittannië
- Slavenopstand op Curaçao onder aanvoering van Tula in 1795
- Haïtiaanse Revolutie (1791-1804)
- Slavenopstand op Barbados onder aanvoering van Bussa in 1816
- Java-oorlog (1825-1830) onder aanvoering van prins Diponegoro
- Eerste Onafhankelijkheidsoorlog in India (1857), geïnitieerd door Mangal Pandey
- Filipijnse verzetsstrijd tegen de Spanjaarden, tot 12 juni 1898
- Namibische onafhankelijkheidsstrijd onder aanvoering van Hendrik Witbooi
- TIGR, voornamelijk Sloveense gewapende verzetsorganisatie in Italië (1924-1941)
- Giustizia e Libertà in Italië (1929-1943)

## Verzetsbewegingen 1939-1945

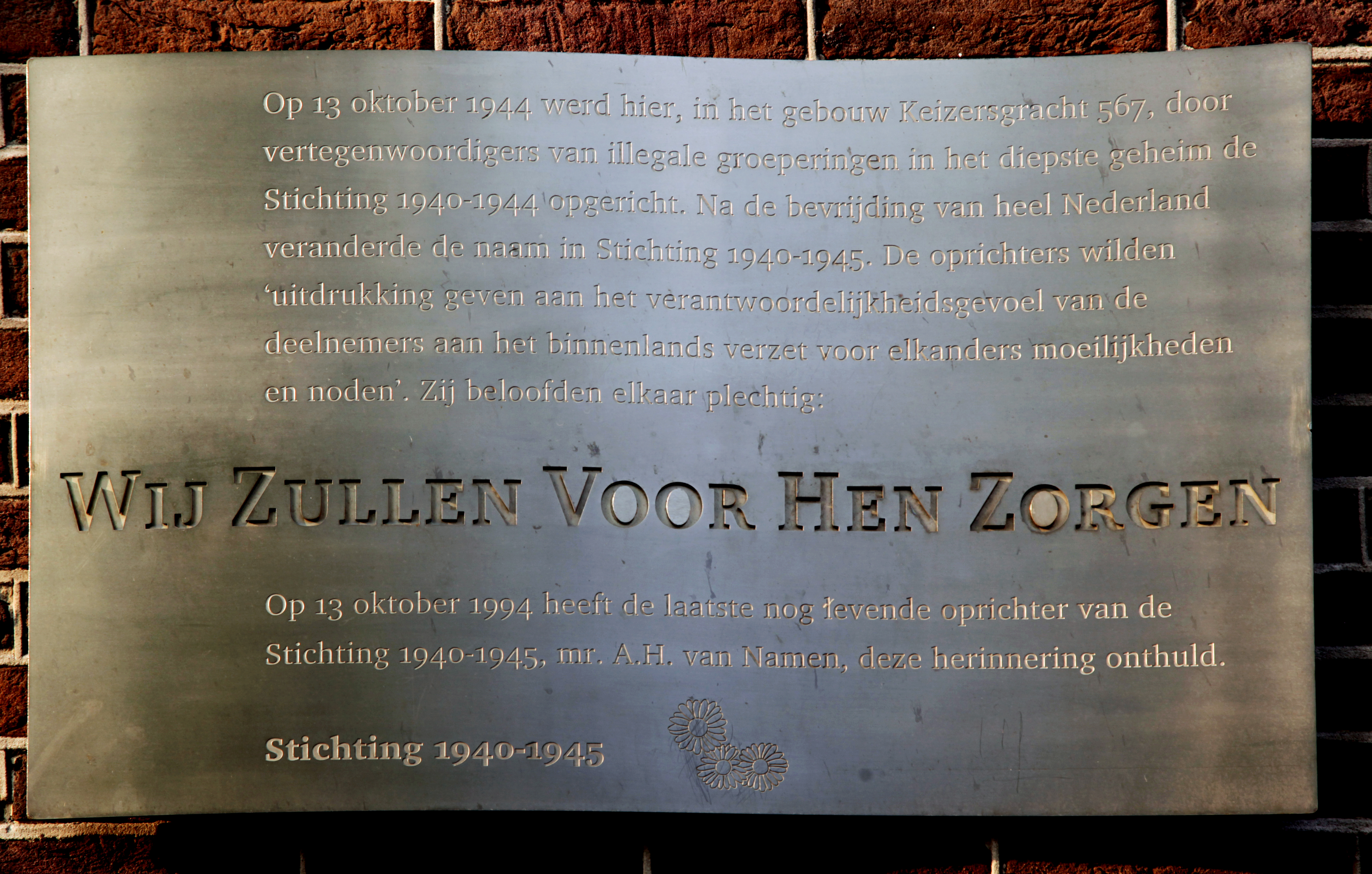
Verzet Nederland - Plaquette voor Stichting 1940-1944

- Nederlands verzet in de Tweede Wereldoorlog
- Joods verzet tegen de nazi's
- Nederlands-Indisch verzet in de Tweede Wereldoorlog
- Armia Krajowa, een ondergronds Pools leger in de Tweede Wereldoorlog, initiator van de Opstand van Warschau in 1944
- Żydowska Organizacja Bojowa (ŻOB), de joodse verzetsbeweging die leidde tot de opstand in het getto van Warschau in 1943
- Maquis, het Franse verzet in de Tweede Wereldoorlog
- Sloveens Bevrijdingsfront (1941-1945)
- Weiße Rose (Witte Roos), een geweldloze verzetsbeweging voornamelijk bestaand uit Duitse studenten
- Belgisch verzet in de Tweede Wereldoorlog
  - Witte Brigade, opgericht door Marcel Louette (bijgenaamd Fidelio). De groep werd later ook bekend als de Witte Brigade-Fidelio, om verwarring met andere bewegingen te vermijden
  - Geheim Leger
  - Onafhankelijkheidsfront
  - Nationale Koninklijke Beweging
  - Groep G
  - Kempisch Legioen
  - Österreichische Freiheitsfront, een antifascistische beweging die is opgericht door Oostenrijkse en Duitse communistische vluchtelingen in het gewest Brussel. Ook zij maakten deel uit van het Belgische verzet; ze werkten samen met het Onafhankelijkheidsfront

## Verzetsbewegingen na 1945
- Eerste Indochinese Oorlog (1949-1954) door de Vietminh onder aanvoering van Hồ Chí Minh
- Algerijnse onafhankelijkheidsoorlog door het Front de Libération Nationale (FLN) (1954-1962)
- Afrikaans Nationaal Congres in Zuid-Afrika tijdens de blanke overheersing
- Moedjahedien in het door Rusland bezette Afghanistan
- Fretilin tegen de Indonesische inmenging op Oost-Timor
- Bevrijdingsleger van Kosovo (UÇK) in Kosovo
- Baskische afscheidingsbeweging ETA (Euskadi Ta Askatasuna) in Spaans Baskenland (1959- 2018)
- Bevrijdingscomité Zuid-Tirol (BAS) in Italiaans Zuid-Tirol (1956-1969)
- Palestijnse groeperingen voor de onafhankelijkheid van Palestina. Zij verzetten zich tegen de bezetting door Israël van de Westelijke Jordaanoever, de Gazastrook en de overige door Israël bezette gebieden (Zie: Arabisch-Israëlisch conflict).
- Iraaks verzet tegen de inval der Coalition of the Willing (zie ook Irakoorlog)